# Renault 40CV
Pour les articles homonymes, voir Renault (homonymie).
Renault 40CV  est une voiture du constructeur automobile français Renault, produite de 1908 à 1928. Voiture de luxe, elle est la voiture officielle des présidents de la République française de 1920 à 1928.
Elle a été vendue dans de nombreuses variantes (Types) représentés par deux lettres tels que CG, ES et JP. Initialement lancé avec un moteur 6 cylindres en ligne avec soupapes latérales de 9,5 litres (Type AR) qui a été remplacé l'année d'après par un moteur plus petit de 7,5 litres (Type BH) puis par un plus grand de 9,1 litres lorsque la version Type HF de la 40CV a remplacé la version Type HD en août 1920. En 1922, la 40CV était équipée d'un système de servofrein hydraulique.
Elle remporte le Rallye de Monte Carlo 1925, à une vitesse de 190 km/h, et la version Renault 40CV des Records a battu le record des 24 heures en parcourant 4167,57 km à une vitesse moyenne de 173,6 km/h.
Entre 1920 et 1928, la Renault 40CV a servi de transport officiel pour les présidents français Alexandre Millerand et Gaston Doumergue, remplaçant un rôle précédemment occupé par la Panhard 20CV.

## Évolutions (Avant-guerre)

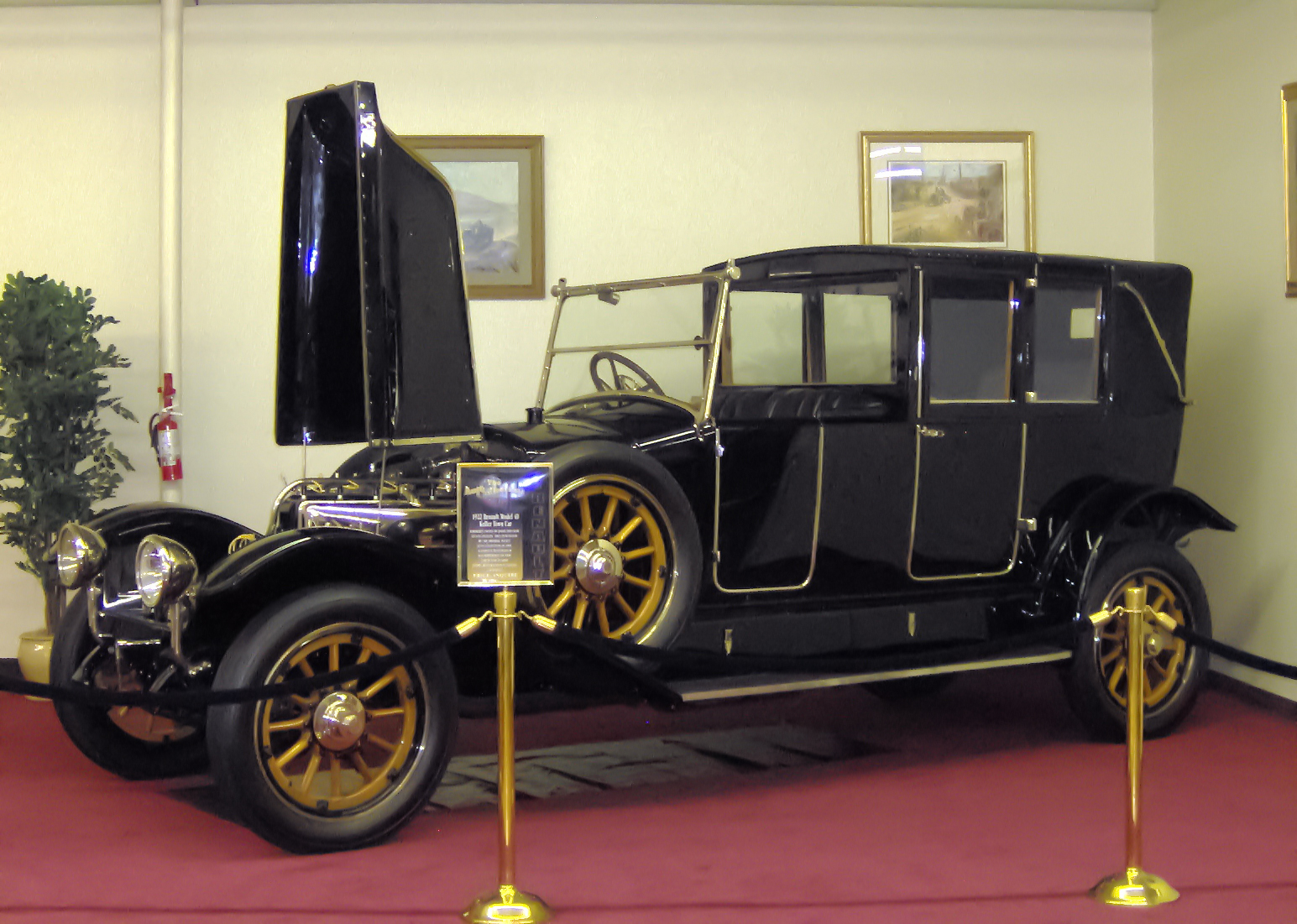
Renault 40CV Kellner de 1922.

Durant sa carrière, la voiture a connu plusieurs évolutions, correspondant à différents types, une première série de types a débuté avant la Première Guerre mondiale :

### Type AR (1908–1909), nommée 50CV
Présenté au salon de l'Automobile de Paris en décembre 1907, il est
fabriqué à 22 exemplaires (19 livrés en 1908, 3 en 1909).
Moteur : Essence, 6 cylindres en ligne, 9 500 cm3, 1 200 tr/min, alésage course 120 × 140.

Puissance nominale : 54 ch, puissance fiscale : 38 CV.

Boîte de vitesses : 4 rapports en marche avant et 1 rapport en marche arrière.

Suspension : Ressorts à lames. Amortisseurs hydrauliques.

Empattement : 3,50 m, poids : 2 500 kg, vitesse max : 116 km/h

### Type BH (1909–1910), nommée 50/60CV
Construite de 1909 à 1910, la Renault Type BH de 1909 mesure 1,7 mètre de large, 4,8 mètres de long, et a un empattement de 3,6 mètres. Propulsée par un moteur 6 cylindres en ligne, 7 536 cm3, à soupapes latérales, développant 50 ch, alésage course 100 × 160.
La voiture pèse 2 300 kg. La vitesse maxi dépasse les 110 km/h.
Le Type BH a été introduit en juin 1909 en remplacement du Type AR. La conception du moteur du nouveau modèle était similaire à celle du modèle précédent : un moteur six cylindres en ligne composé de trois blocs à deux cylindres et d'un vilebrequin soutenu par quatre roulements de cadre. Le radiateur était situé à l'arrière, entre le tableau de bord et le moteur.
Malgré une baisse significative de la cylindrée, le moteur du BH produisait environ la même puissance de 50 chevaux à 1 000 tr/min. La vitesse de rotation produisant la puissance la plus élevée avait également été réduite (le moteur de type AR nécessitait 1 200 tr/min pour produire la même puissance), améliorant ainsi considérablement la durabilité du moteur.
À l'exception de son moteur, le Type BH n'est pas très différent de son prédécesseur, le Type AR. La transmission est restée inchangée ; le moteur est prolongé par un embrayage conique recouvert de cuir, une transmission à 4 vitesses et entraînement par cardan sur l'essieu arrière. La structure était très avancée à l'époque, car de nombreux fabricants utilisaient encore des courroies ou des transmissions par chaîne pour la transmission de puissance. L'allumage est géré par un aimant et le moteur est démarré avec de l'air comprimé.
Le type BH était en production jusqu'à la fin de 1910, date à laquelle il a été remplacé par les premiers membres de la famille 40CV.

### Type CG (1911–1913)
Le Type CG prend le nom commercial de 40CV. Il fut dévoilé au Mondial de l'Automobile de Paris du 2 au 18 décembre 1910. Les ventes du modèle ont commencé le 19 janvier 1911. Les différences avec le modèle BH précédent étaient des développements techniques liés à la lubrification du moteur, qui était maintenant générée par la pompe à huile interne du moteur au lieu du conducteur, les rapports de transmission et la taille des tambours de frein. Le moteur utilisé était le même moteur six cylindres en ligne de 7 536 cm3 que le précédent Type BH, mais la puissance du moteur avait été réduite à 40 ch à 1 200 tr/min, au lieu des 50 ch précédents à 1 000 tr/min.
Le Type CG avait un empattement de 3,6 mètres et le châssis valait à l'époque 21 000 FF (environ 84 000 Euros en 2020).
Au début de 1913, la puissance du moteur a dû être considérablement réduite sur ordre du gouvernement français, qui était entré en vigueur le 15 décembre 1912. La puissance du Type CG a été réduite à 31 ch, sinon aucune modification n'a été apportée au moteur et au trois blocs en ligne. Dans le même temps, l'empattement du modèle est passé à 3,9 mètres.
Les Type CG étaient en concurrence avec la Rolls-Royce Silver Ghost. Dans les voitures de cette classe de prix, l'un des objectifs des ingénieurs était un fonctionnement sans vibrations et mécaniquement silencieux, ce qui était réalisé par les deux constructeurs en utilisant une structure de moteur similaire.
La production de Type CG a pris fin au milieu de 1913, après la livraison de 52 exemplaires.

### Type DT (1913–1914)
Le 25 juillet 1913, Renault présente le successeur du «Type CG», le «Type DT» ». Les différences avec le prédécesseur étaient encore mécaniques et concernaient des changements dans les rapports de transmission des 4 vitesses, les dimensions des tambours de frein et le système d'allumage, où l'aimant basse tension avait été remplacé par un aimant haute tension avec un doigt rotatif. Les dimensions du moteur six cylindres de 7,5 litres restent inchangées. Sa puissance était de toujours de 31 ch à 1 200 tr/min et la vitesse maximum du modèle était de 110 km/h.

### Type ES (1914–1916)
Le 21 février 1914, une version Type ES a été introduite. Le ES différait du précédent DT en termes de changement de vitesse et de différentiel, mais il avait également un nouveau carburateur et un véritable équipement de luxe pour le conducteur, le réglage de l'inclinaison du volant, probablement le premier au monde.
La suspension arrière était passée d'un ressort à lames 3/4 elliptique à un ressort à lames semi-elliptique. Le moteur était toujours un six cylindres en ligne de 7 539 cm3, mais l’empattement du châssis a été raccourci de 3,9 à 3,7 mètres. Le modèle a été introduit à la veille de la Première Guerre mondiale, de sorte que son volume de production total au cours de ses quatre années de production n'a été que de 45 exemplaires.

## Évolutions (Après -guerre)
La deuxième ère du 40CV a débuté à la sortie de la Première Guerre mondiale.

### Type HD (1919–1920)
Le «Type HD» a été lancé le 9 mai 1919. Il s'agit du premier modèle 40CV fabriqué après la Première Guerre mondiale et les modifications apportées au modèle ES précédent étaient très mineures. Cela était également dû en partie à la situation économique d'après-guerre ; dans le sillage de l'industrie de guerre, Renault disposait d'une capacité de production et d'une main-d'œuvre abondantes, mais en raison de l'inflation qui a fait chuter l'économie à des allures stupéfiantes, il y avait peu de commandes de voitures de cette taille. Le modèle HD a reçu de nouveaux pneus et était équipé d'une toute nouvelle invention : le démarrage électrique. De plus, les rapports de transmission de la boîte de vitesses et du différentiel ont été modifiés, de sorte que les valeurs de performance ne sont pas tout à fait identiques à celles du modèle précédent. En août 1920, 72 modèles HD seront produits.

### Type HF (1920–1921)
Le 14 août 1920, Renault lance le Type HF, destiné à remplacer le HD, contre lequel, cette fois, il existe des différences considérables, notamment sur le plan technique.
Après de nombreuses années d'utilisation, le moteur le sera remplacé par un plus gros modèle d’une cylindrée de 9 121 cm3. Le nouveau moteur est fabriqué à partir d'un ancien bloc-cylindres de 7,5 litres réalésé faisant de la Renault 40CV la voiture française ayant la plus grosse cylindrée de l'époque. La puissance maximale réelle de ce moteur était d'environ 100 ch. Le fonctionnement du nouveau carburateur a été amélioré et la suspension arrière a été développée. Le poids de la voiture avait augmenté, mais l'augmentation de la puissance du moteur maintenait la vitesse de pointe du modèle au-dessus de 100 km/h. En mai 1921, 35 modèles HF étaient fabriqués.

### Type IR (1921)
Le  'Type IR'  a été introduit le 3 mai 1921 et les changements étaient mineurs par rapport au modèle HF. Ils ne concernaient que les changements de rapports de démultiplication et de freins. C'est le 40CV qui a été produit le moins longtemps, n'étant resté que trois mois sur le marché. Seuls sept exemplaires seront achevés.

### Type JP (1921–1922)

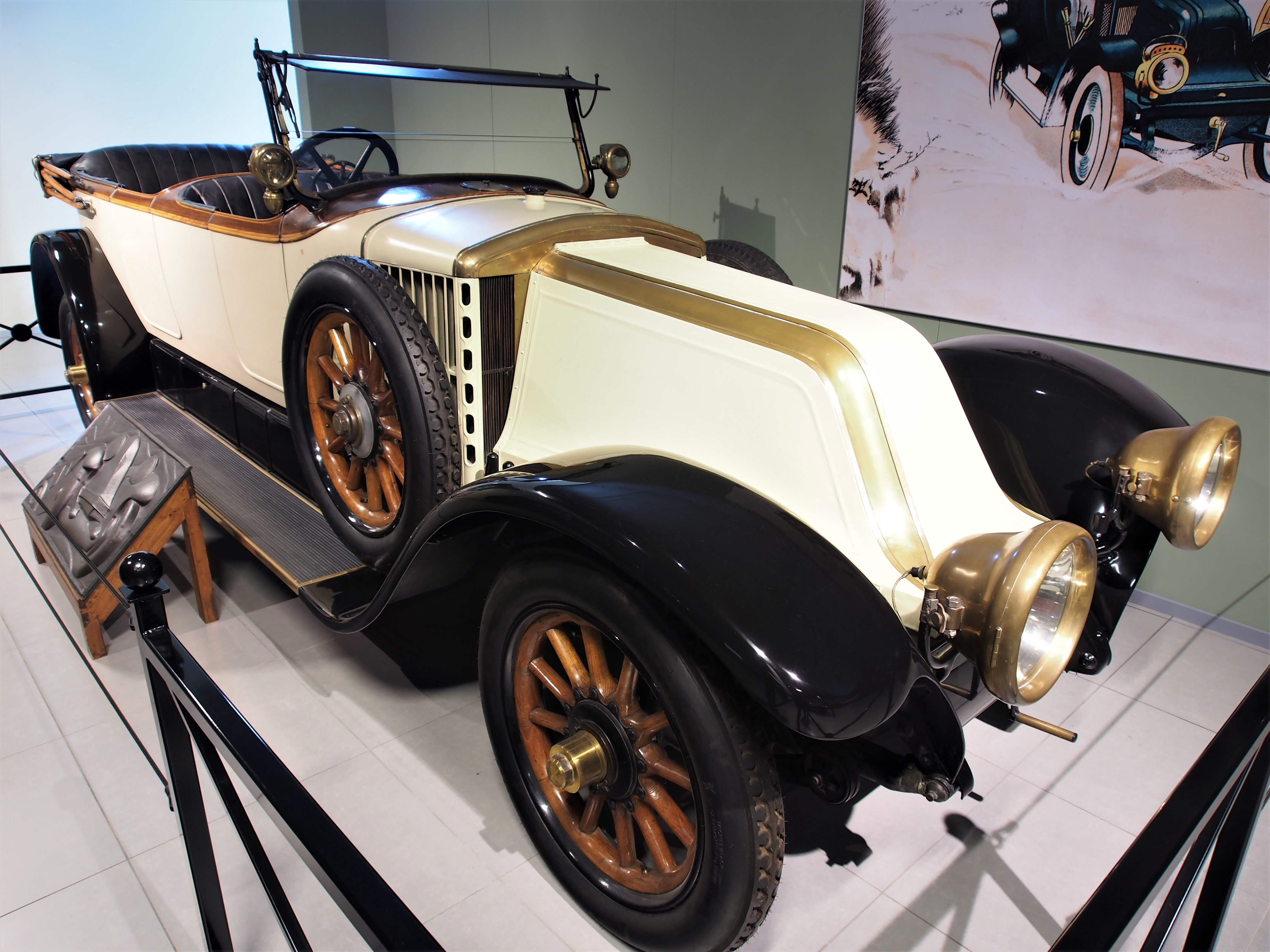
1922 Renault 40cv Type JP Grand Tourisme.

Le 4 août de la même année, le "Type JP" était lancé. Le JP était équipé d'une nouvelle structure de transmission dans laquelle l'arbre de prise de force était logé à l'intérieur d'un tuyau reliant la transmission et l'essieu arrière. Ainsi, toute la ligne électrique de la voiture était un ensemble unifié. Les roues étaient de plus petit diamètre, et le système de freinage, qui n'était autrefois placé que sur les roues arrière, se trouvait maintenant également sur les roues avant. Il y avait deux versions du modèle, le Grand Tourisme et le Sport. Ils étaient sur deux empattements différents, 4 et 3,8 mètres respectivement. Bien que le moteur du Grand Tourisme soit pratiquement le même que celui des IR et HF, la puissance réelle de la version Sport était d'environ 130 ch. La vitesse de pointe du Grand Tourisme était d'environ 115-120 km/h, tandis que le Sport avait une vitesse de pointe de 130 km/h. En avril 1922, 35 personnes avaient acheté le modèle JP.

### Type IR1 - IR2 (1922–1923)
Le 11 avril 1922, les modèles IR1 et IR2 ont été introduits, avec, comme première sur une voiture au monde, des freins à tambours hydrauliques agissant sur les quatre roues. Le système a été conçu de manière que le frein de stationnement agisse hydrauliquement sur les quatre roues et que l'enfoncement de la pédale agisse sur l'arbre de prise de force. En tant que constructeur, Renault était très innovant et le système de freinage aux quatre roues de la société a été introduit quelques mois plus tôt que la Lancia Lambda connue pour ses équipements similaires. La production des types IR1 et IR2 a cessé à la fin de 1923.

### Type JD - JV (1922–1923)
L'IR1 et l'IR2 ne sont pas les seuls modèles de la famille 40CV mis en production en avril 1922, car dans le même souffle, l'usine présente deux autres versions partageant le sommet de la gamme Renault entre 1922 et 1923. Ces modèles étaient JD et JV. Dans le premier cas, la plus grande nouvelle a été l'abandon de la boîte de vitesses à 4 rapports et le passage à une transmission à trois vitesses. Une autre différence, moins visible, était que le frein de stationnement affectait les quatre roues, tandis que la pédale n'affectait toujours que les roues arrière, mais en freinant en plus la prise de force. À d'autres égards, les caractéristiques du JD étaient les mêmes que celles des modèles IR et JP précédents. La production du modèle a pris fin en novembre 1922, alors que seules deux voitures avaient été produites.
Le quatrième modèle, le JV, a également été lancé en avril 1922. Ses différences par rapport aux modèles précédents étaient à nouveau dans les caractéristiques du système de freinage. Le système de freinage de la JV était équipé d'un servofrein, l'un des premiers modèles au monde. Une autre différence significative était que la pédale de frein affectait les quatre roues, tandis que le frein à main revenait à n'utiliser que les roues arrière (comme la majorité des voitures modernes). De plus, contrairement au modèle JD, la transmission était à nouveau à 4 vitesses. La production du modèle JV a pris fin en novembre 1923 et 42 voitures ont été achevées.

### Type JV1 (1922–1923)
Introduit à Paris en novembre 1922, le JV1 était destiné à remplacer le JD et a été fabriqué en parallèle avec les trois autres modèles haut de gamme mentionnés précédemment.
Comparé à ceux-ci, et à tous les autres modèles 40CV précédents, le JV1 différait principalement par sa carrosserie, qui avait été modifiée à l'arrière, en raison d'un nouveau type de suspension pour les ressorts. Il y avait deux radiateurs au lieu d'un, mais ils étaient toujours situés à l'arrière du moteur. Le design du couvre-nœud a été légèrement profilé et épuré, en particulier à partir de l’arrière, où il est façonné au ras du plastron, mais sinon, sa conception reste fidèle aux traditions de Billancourt. L'intérieur de la voiture est également rénové.
Le JV1 était propulsé par les mêmes modèles que les modèles précédents, un moteur 6 cylindres en ligne de 9120 cm3, mais avait été repensé pour réduire la puissance taxable à 42 ch. La valeur restera la même jusqu'à la fin de la dynastie 40CV. La puissance réelle du moteur était d'environ 150 ch. En outre, le modèle a également reçu des mises à jour pour son nouveau volant, ses rapports de transmission et ses freins légèrement différents du modèle JV.
La production du JV1 a duré un an, durant lequel 148 exemplaires ont été vendus.

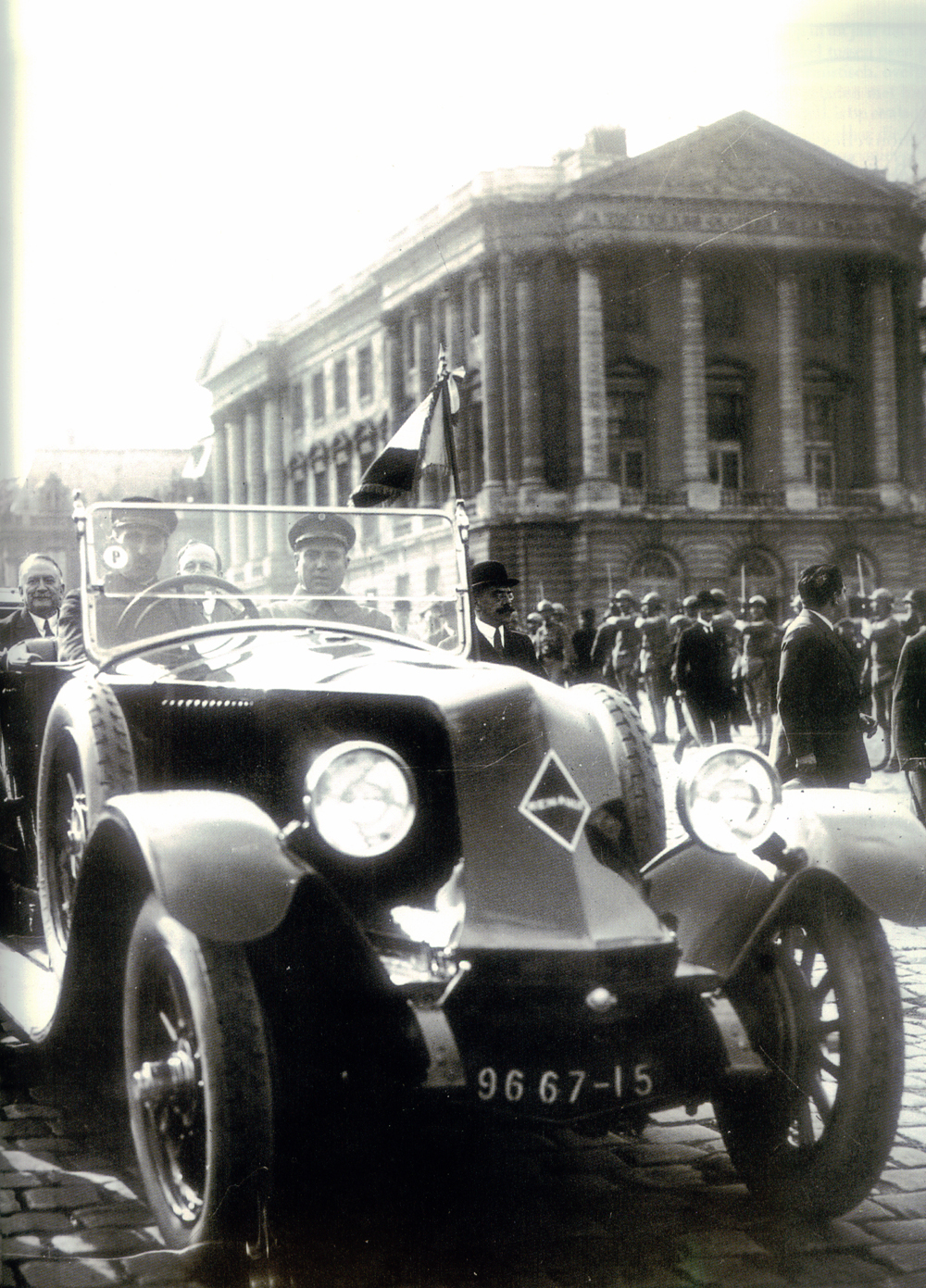
Le président de la République française Gaston Doumergue lors de sa parade d'investiture, en juin 1924, à bord d'une Renault 40CV Type MC.

### Type MC - MC1 (1923–1926)

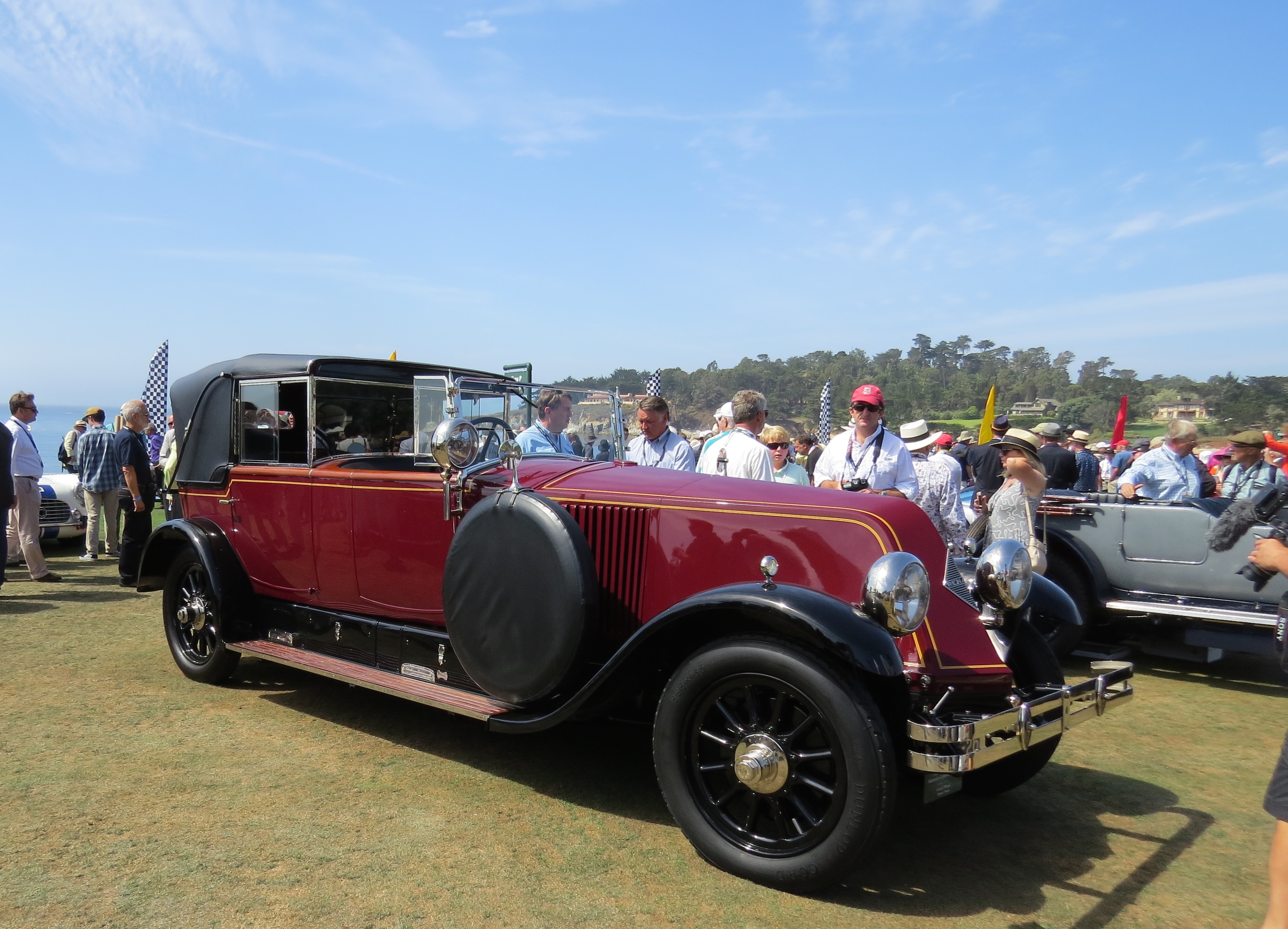
Renault 40CV Type MC

En novembre 1923, le modèle « MC » est mis sur le marché, le pendant de Renault au modèle franco-espagnol Hispano-Suiza de luxe H6. Le MC diffère un peu de ses modèles prédécesseurs IR1, IR2, JV et JV1. Le modèle a par exemple un nouveau carburateur et un nouveau servofrein. De plus, le modèle est disponible en deux empattements différents, normal 3801 mm et long 3994 mm. En novembre 1924, 169 modèles avaient été produits. Six d'entre eux étaient des voitures de pré-série qui devaient être exposées au Mondial de l'Automobile de Paris, où le MC a fait ses débuts. Le modèle a acquis une bonne réputation pour ses performances, sa direction précise et sa bonne maniabilité.
Le MC a été remplacé en novembre 1924 par le modèle « MC1 », qui revenait à l'ancien servofrein utilisé dans le modèle JV1, mais le nouveau carburateur du modèle MC améliorait la respiration du moteur. Le MC1 fut en production jusqu'en mars 1926 et produit à 236 pièces.
En 1924, le losange fait son apparition, il s’adapte aux lignes des capots en forme de dièdre. Ce logo sera remanié au fil des ans, mais le losange s’impose définitivement à partir de cette année-là.

### Type NM (1925–1928)

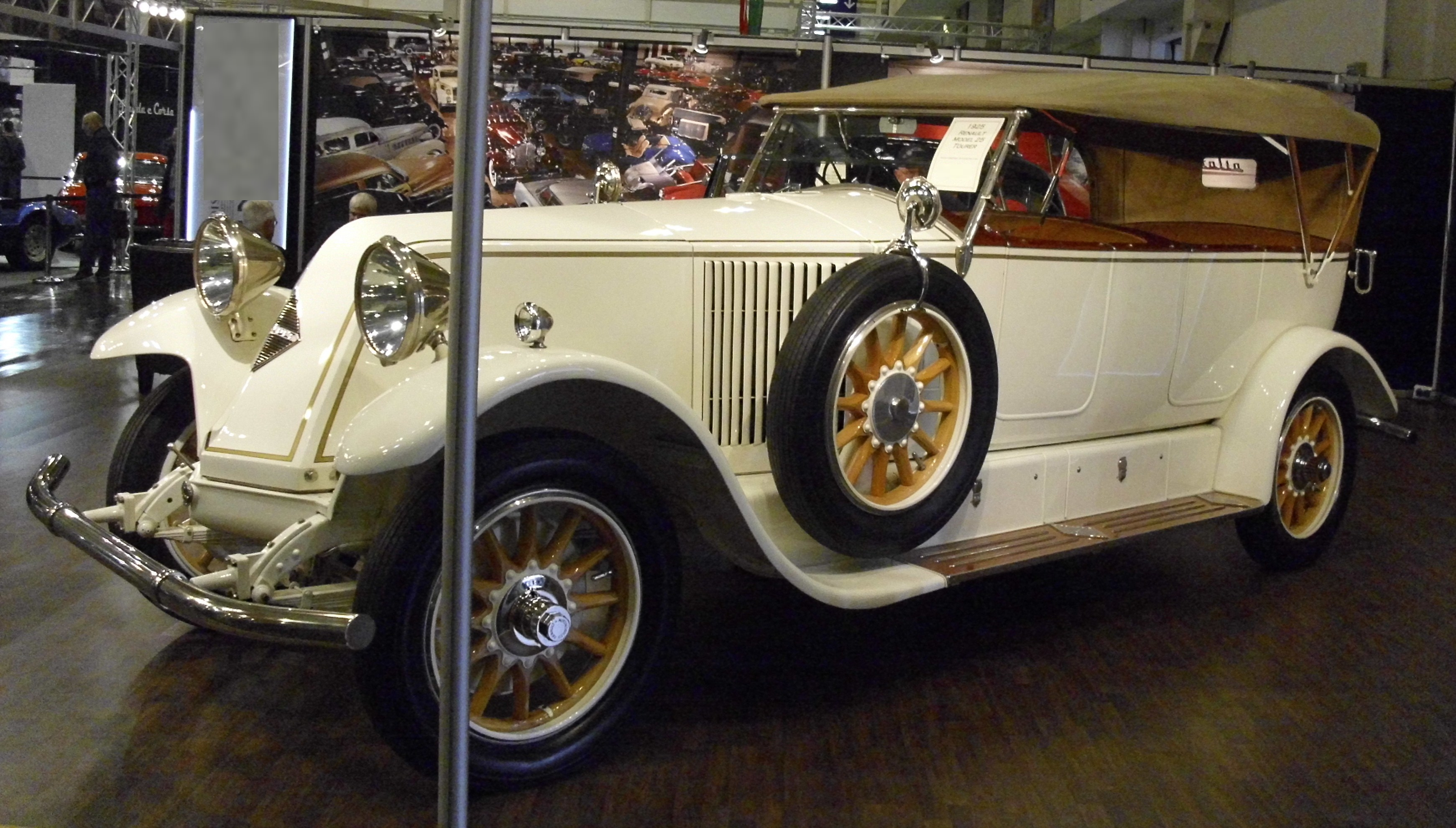
Renault Type NM Torpedo 1925.

Le dernier représentant de la famille 40CV, le NM, fut dévoilé au Mondial de l'Automobile de Paris en septembre 1925, mais sa commercialisation ne débuta qu'en janvier 1926. Ce nouveau modèle, le dernier long 40CV, revint à une boîte trois vitesses mais en même temps introduit l'embrayage à sec à disque unique remplaçant l'embrayage à cône précédemment utilisé. D'autres nouvelles idées innovantes incluent l'utilisation de pièces métalliques légères dans la fabrication de certaines parties du châssis, ainsi qu'un radiateur d'huile situé à l'avant du compartiment moteur. Cette dernière réforme était un développement direct des essais sur le nouveau circuit de Montlhéry. Alors que le NM se présentait comme un modèle haute performance, la société a décidé de garder le modèle MC1 dans le programme de fabrication pour les acheteurs qui appréciaient le style 40CV plus traditionnel. Le modèle NM était propulsé par le même moteur 6 cylindres, 9,1 litres et 150 chevaux que le JV1, permettant au NM d'atteindre une vitesse de pointe d'environ 120 km/h, selon le style de carrosserie.

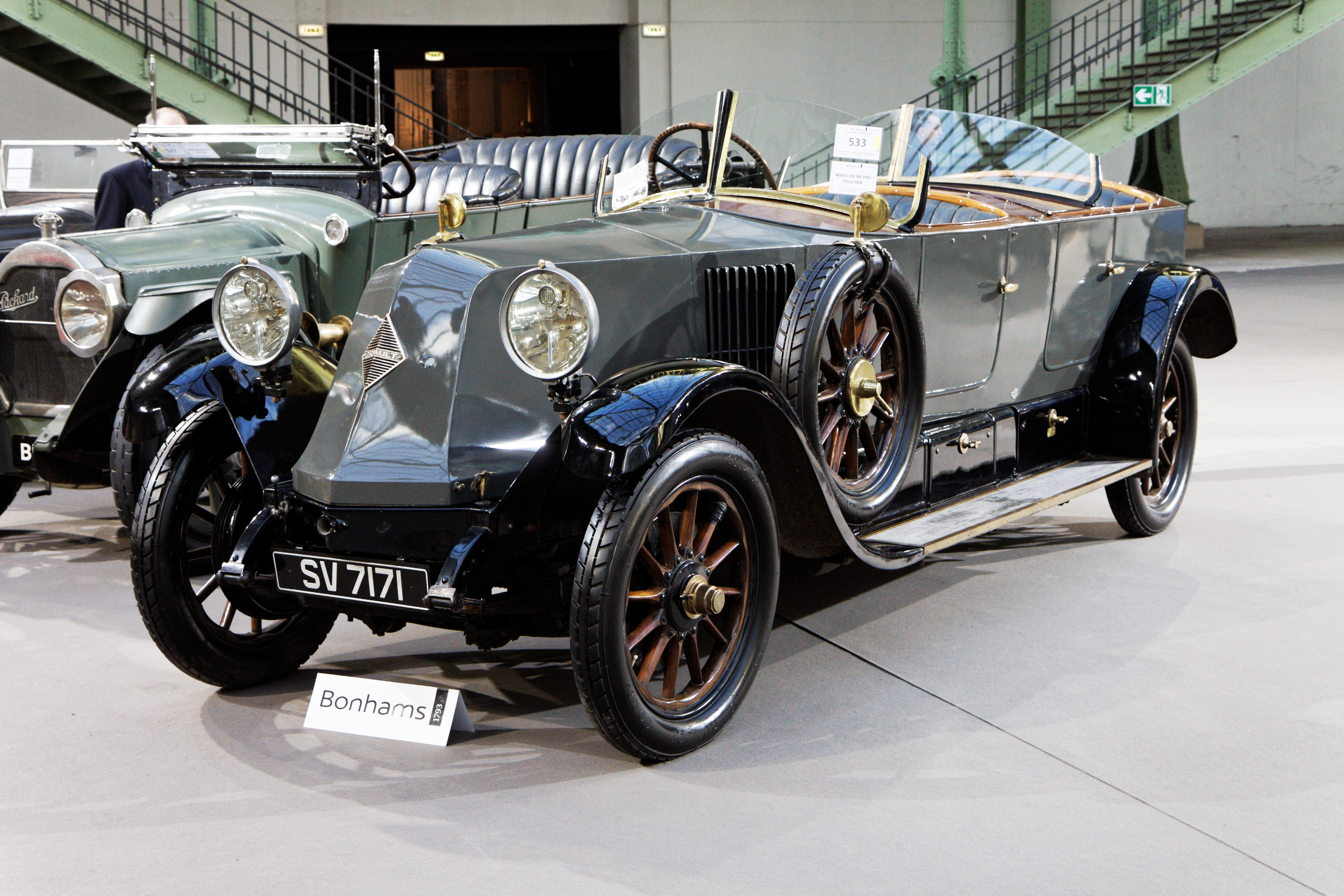
Renault 40CV Type NM Torpédo double Phaëton.

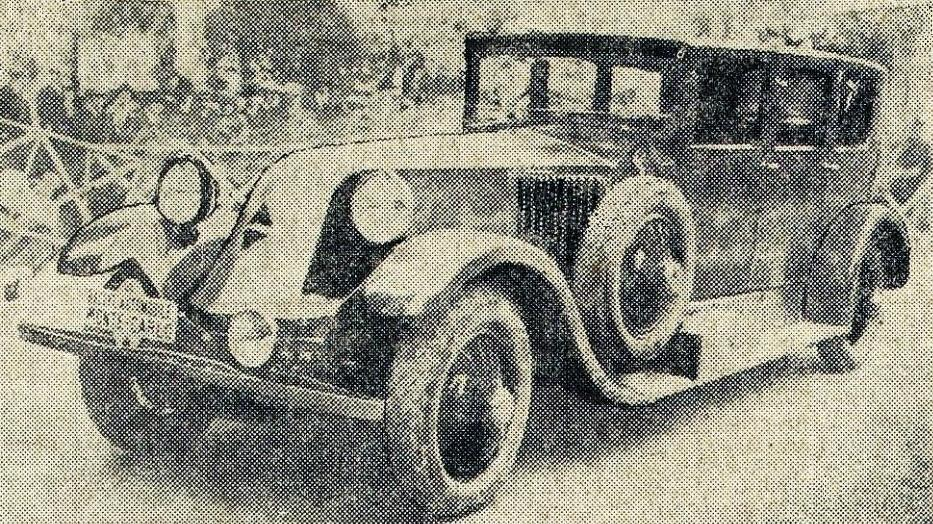
Renault 40CV Type NM, victorieuse du Rallye Monte-Carlo 1925.

En mars 1926, le MC1 a été retiré de la production, après quoi le NM était le seul modèle 40CV dans la liste de prix de Renault. La popularité du modèle a commencé à montrer des signes de faiblesse car de nombreux concurrents plus modernes étaient disponibles pour les clients potentiels. Les modèles 40CV étaient en production depuis 15 ans, mais la société n'était pas encore prête à retirer la collection du marché, donc a mis à niveau sa technologie. La deuxième série de NM est présentée au Mondial de l'Automobile de Paris, à l'automne 1926. Dans cette nouvelle édition, l'empattement NM est passé de 3801 mm à 3871 mm. Le modèle avait également été mis à jour avec un nouvel agencement de suspension et un nouveau servofrein. Les chiffres de vente étaient à nouveau en hausse, mais il était clair qu'il fallait penser à un héritier au modèle. La série 40CV, qui avait servi jusque dans la seconde moitié de 1928, est entrée dans l'histoire et remplacée par la nouvelle Renault Reinastella. Un total de 147 modèles NM ont été produits.

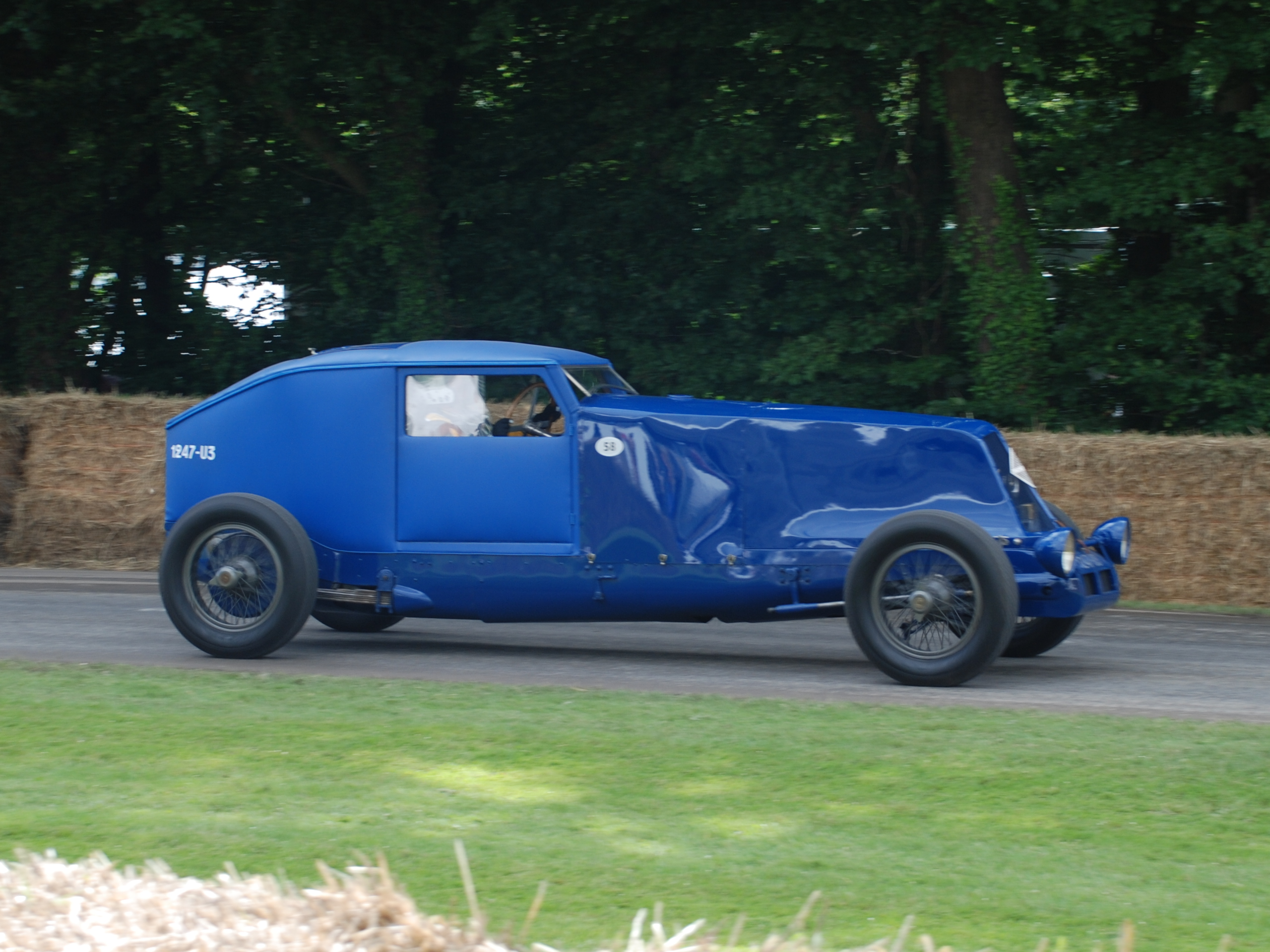
Renault 40CV des Records (1926).

### Renault 40CV des Records (1926)
La Renault 40CV des Records, monoplace de 1926, déclinée des précédentes Type NM, avec moteur 6 cylindres de 9,1 L, à 3 carburateurs double corps, pour 150 chevaux, et plus de 200 km/h de vitesse de pointe, remporte de nombreux records de vitesses de l'époque.